# Phân họ Dó
Phân họ Dó (danh pháp khoa học: Helicteroideae) là một phân họ trong họ Cẩm quỳ (Malvaceae). Một số nhà phân loại học đặt các chi trong phân họ Helicteroideae vào trong 2 họ khác biệt là Durionaceae và Helicteraceae.

## Các chi
Phân họ này chứa khoảng 8-12 chi với khoảng 95 loài.
- Tông Helictereae (một phần họ Trôm truyền thống)
  - Helicteres: Dó
  - Mansonia
  - Neoregnellia
  - Reevesia
  - Triplochiton
  - Ungeria
- Tông Durioneae (một phần họ Gạo truyền thống): Khoảng 48 loài[4]
  - Boschia
  - Coelostegia
  - Cullenia
  - Durio: Sầu riêng
  - Kostermansia
  - Neesia

## Hình ảnh

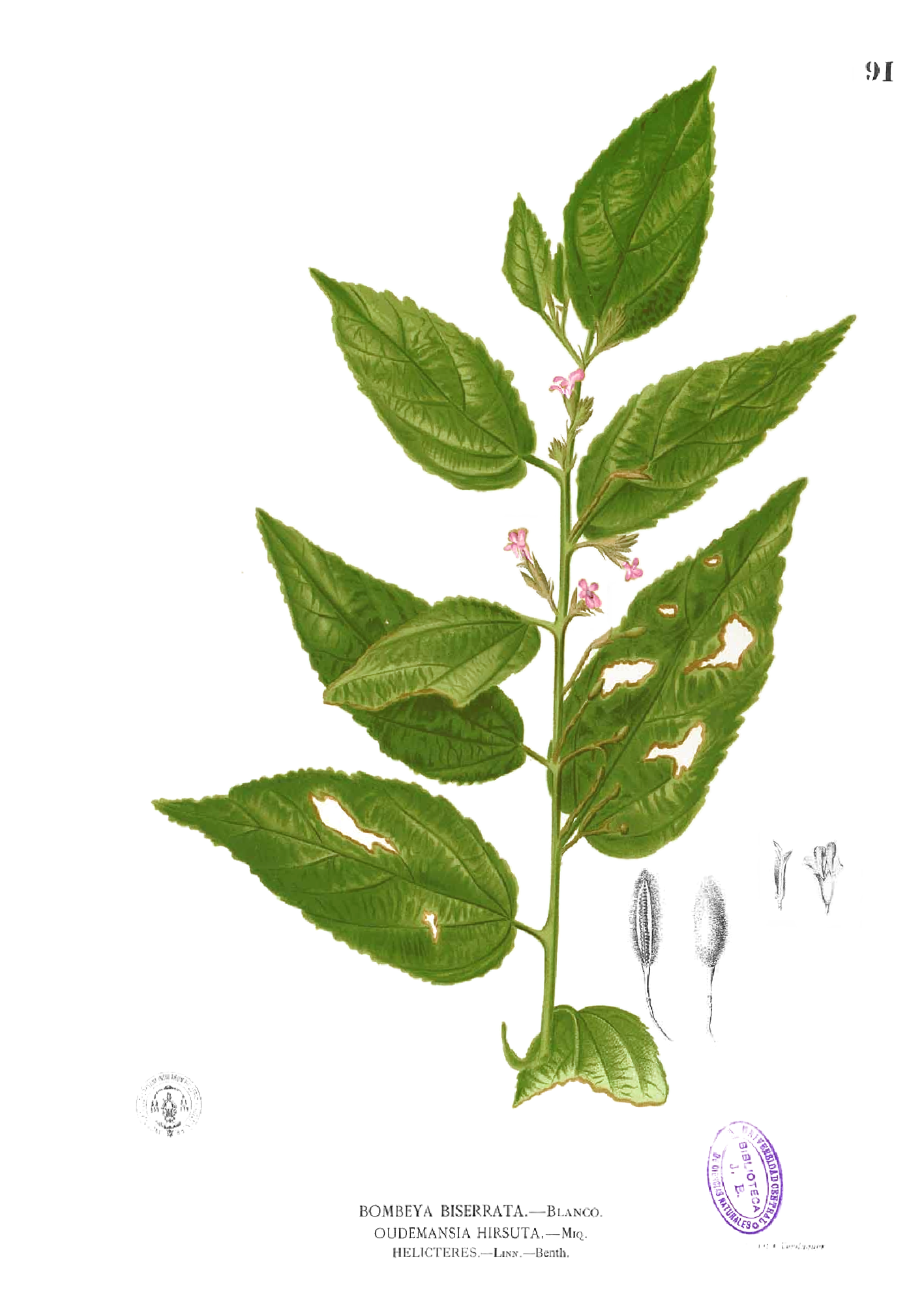